# Laemodonta punctigera
Laemodonta punctigera är en snäckart som först beskrevs av H. och Arthur Adams 1854.  Laemodonta punctigera ingår i släktet Laemodonta och familjen dvärgsnäckor. IUCN kategoriserar arten globalt som livskraftig. Inga underarter finns listade i Catalogue of Life.